# Bak (raper)
Bak, właśc. Arkadiusz Juńczyk – polski raper, tekściarz, producent muzyczny i jeden z pierwszych beatbokserów w Polsce. Były członek zespołów 3xKlan, EBS oraz Cztery pokoje projekt. Od 2013 roku wraz z Robertem „Czipenem” Czypionką współtworzy zespół BakCzip.

## Życiorys
Bak urodził się w 1979 roku w Mikołowie. Działalność artystyczną rozpoczął w 1994 roku w formacji 3xKlan. W 1996 razem ze swoim macierzystym zespołem wystąpił gościnnie w utworze zespołu Kaliber 44 pt. „Psychodela”. Rok później ukazał się jedyny album 3xKlan zatytułowany Dom pełen drzwi, zbliżony stylistycznie do dokonań grupy Kaliber 44. Pewną popularność zyskały w Polsce pochodzące z albumu piosenki „Pozytywka” i „Łza wyobraźni” notowane na Szczecińskiej Liście Przebojów Polskiego Radia. Wydawnictwo uzyskało także nominację do nagrody polskiego przemysłu fonograficznego Fryderyka w kategorii Album roku – rap & hip-hop.
Po rozpadzie grupy 3xklan Juńczyk nawiązał współpracę z Krzysztofem „Żorskim” Żurem. Efektem współpracy był zawiązany zespół EBS. Po nagraniu kilku piosenek zespół się rozpadł. W tym czasie Bak wystąpił gościnnie na płycie Paktofoniki – Kinematografia w utworze „Na mocy paktu”. W 2002 roku wystąpił gościnnie w albumie studyjnym Rahima – Experyment: PSYHO. W 2003 roku podczas pożegnalnego koncertu Paktofoniki prowadził bitwę beatboksową.
Następnym zespołem Baka był Cztery pokoje projekt. Oprócz Juńczyka członkami zespołu byli Michał „Goozek” Gauza, Anna Ruttar i DJ Becla. Zespołowi udało się w 2006 roku wydać płytę, ale nie osiągnęła ona oczekiwanego sukcesu. Obecnym zespołem Juńczyka jest Bakczip.

## Teledyski
| Tytuł                                  | Rok  | Album                 |
| -------------------------------------- | ---- | --------------------- |
| Cztery pokoje projekt – „Proste słowa” | 2006 | Cztery pokoje projekt |
| Cztery pokoje projekt – „Panie pośle”  | 2006 | Cztery pokoje projekt |

## Nagrody i wyróżnienia
| Rok  | Nagroda  | Kategoria                                             | Uwagi     |
| ---- | -------- | ----------------------------------------------------- | --------- |
| 1997 | Fryderyk | Album roku – rap & hip-hop (3xKlan – Dom pełen drzwi) | Nominacja |